# Domenica del Paradiso
Domenica Narducci, nota come beata Domenica da Paradiso (Firenze, 3 settembre 1473 – 1553), è stata una religiosa italiana.

## Biografia
Nata nel borghetto dello Spedaluzzo degli Incurabili al Bandino, precisamente nella Casa Fancelli in via di Ripoli (dove nel 1803 il marchese Vincenzo Niccolini fece collocare un busto che la ricorda), era figlia di Tommaso di Jacopo Narducci, ortolano e fattore che lavorava negli orti del convento del Paradiso al Bandino, più precisamente nella Chiesa di Santa Brigida al Paradiso.
Affascinata dal mondo delle religiose, che curarono la sua istruzione, entrò prima come conversa nel convento di Candeli, dove ebbe una visione di Gesù che la ispirò a fondare un nuovo monastero.
Non condividendo il pensiero di frà Girolamo Savonarola, domenicano come lei (non lo si trova mai nominato negli scritti della religiosa la quale invece condivideva le idee degli oppositori), ottenne l'appoggio morale ed economico di importanti famiglie, prime fra tutti i Medici, che le diedero il terreno in via Laura dove sorse nel 1511 il monastero della Crocetta, così detto perché per distinguersi le monache indossavano un abito con una piccola crocetta rossa.
Ben presto a suor Domenica fu attribuito un alone di santità e nonostante la intensa attività spirituale fu in grado anche di organizzare molte attività pratiche del monastero quali la lavorazione dei tessuti e soprattutto il ricamo con filo d'oro e d'argento, così fornendo alle suore un'attività economica in grado di sostenere il complesso claustrale.

## Culto
Non fu beatificata. 
Con la confisca dei beni ecclesiastici di fine Ottocento le monache domenicane della Crocetta si rifugiarono in via Aretina ove risiedono tuttora e vi custodiscono il corpo di suor Domenica del Paradiso.